# Bess Wohl
Elizabeth Wohl, detta Bess (Brooklyn, 1975), è una drammaturga, sceneggiatrice e attrice statunitense.

## Biografia
Nata e cresciuta a Brooklyn, Bess Wohl si è laureata magna cum laude in letteratura inglese ad Harvard nel 1996 e successivamente ha ottenuto un master in recitazione presso l'Università Yale. Nel 2020 ha vinto l'Outer Critics Circle Award per la sua pièce Make Believe, mentre il suo dramma Grand Horizons, esordito a Broadway nel 2020, ha ricevuto una candidatura al Tony Award alla migliore opera teatrale.

## Filmografia parziale

### Regista
- Baby Ruby (2022)

### Sceneggiatrice
- L'unica (Irreplaceable You), regia di Stephanie Laing (2018)
- Baby Ruby, regia di Bess Wohl (2022)

### Attrice
- Law & Order - I due volti della giustizia – serie TV, 1 episodio (2003)
- Partnerperfetto.com (Must Love Dogs), regia di Gary David Goldberg (2005)
- Flightplan - Mistero in volo (Flightplan), regia di Robert Schwentke (2005)
- CSI: NY – serie TV, 4 episodi (2005-2008)
- Numb3rs – serie TV, 1 episodio (2006)
- Shaggy Dog - Papà che abbaia... non morde (The Shaggy Dog), regia di Brian Robbins (2006)
- Ghost Whisperer - Presenze – serie TV, 1 episodio (2006)
- Enemies – serie TV, episodio pilota (2006)
- Cold Case - Delitti irrisolti – serie TV, 1 episodio (2007)
- Shark - Giustizia a tutti i costi – serie TV, 1 episodio (2007)
- Bones – serie TV, 2 episodi (2007)
- Private Practice – serie TV, 1 episodio (2008)

## Teatro
- American Hero (2014)
- Pretty Filthy (2015)
- Small Mouth Sounds (2015)
- Grand Horizons (2019)
- Continuity (2019)
- Make Believe (2019)
- Camp Siegfried (2021)
- Liberation (2025)

## Doppiatrici italiane
Nelle versioni in italiano delle opere in cui ha recitato, Bess Wohl è stata doppiata da:
- Daniela Calò in CSI: NY (ep. 1x15)
- Laura Romano in Shaggy Dog - Papà che abbaia... non morde
- Eleonora De Angelis in Ghost Whisperer - Presenze
- Antonella Baldini in Cold Case - Delitti irrisolti
- Laura Lenghi in Private Practice